# Товар, Андрес
Андре́с Фели́пе Това́р Эскала́нте (исп. Andrés Felipe Tovar Escalante; род. 25 марта 2006, Барранкилья) — колумбийский футболист, вратарь клуба «Энвигадо».

## Клубная карьера
Товар — воспитанник клуба «Энвигадо». 15 февраля 2023 года в поединке Кубка Колумбии против «Атлетико Кали» Андрес дебютировал за основной состав. 16 июля 2024 года в матче против «Ла Экидад» он дебютировал в Кубке Мустанга.

## Международная карьера
В 2025 году в составе молодёжной сборной Колумбии Товар принял участие в молодёжном чемпионате Южной Америки в Венесуэле. На турнире он сыграл в матче против команды Уругвая.